# Shouping Hu
Shouping Hu (chinesisch 寿平湖) ist ein kleiner See an der Ingrid-Christensen-Küste des ostantarktischen Prinzessin-Elisabeth-Lands. Er liegt nordwestlich des Ponyang Hu und westlich des Tassie Tarn auf der Basis von Feicui Bandao, einem Seitenarm der Halbinsel Stornes in den Larsemann Hills.
Chinesische Wissenschaftler benannten ihn 1993 im Zuge von Vermessungs- und Kartierungsarbeiten.